# Voltaire (Dakota del Norte)
Voltaire es una ciudad ubicada en el condado de McHenry, Dakota del Norte, Estados Unidos. Tiene una población estimada, a mediados de 2021, de 44 habitantes.

## Geografía
La localidad está ubicada en las coordenadas 48°1′7″N 100°50′38″O / 48.01861, -100.84389 (48.018671. -100.844006). Según la Oficina del Censo de los Estados Unidos, tiene una superficie total de 1.24 km², correspondientes en su totalidad a tierra firme.

## Demografía
Según el censo de 2020, había 46 personas residiendo en Voltaire. La densidad de población era de 37.10 hab./km². El 95.65% de los habitantes eran blancos, el 2.17% era afroamericano y el 2.17% era amerindio. No había hispanos o latinos viviendo en la localidad.